# Arthur Costa Filho
Arthur Costa Filho (Rio de Janeiro, 30 de julho de 1927 — Rio de Janeiro, 31 de janeiro de 2003) foi um ator, humorista, cantor, violinista e dublador brasileiro, nascido no Rio de Janeiro.
Tinha um problema congênito na coluna que o impossibilitava de virar seu pescoço para os lados. Mesmo assim atuou no rádio, teatro, cinema e na dublagem.

## Biografia
Iniciou sua carreira no rádio, como ator de novelas na era de ouro da Rádio Nacional, na década de 1940.
Logo depois, Arthur estreou no cinema, fazendo pequenos papéis em chanchadas, gênero bastante comum no cinema brasileiro na época. Nas décadas de 70 e 80, o ator esteve em dois filmes do cineasta Bruno Barreto: Dona Flor e Seus Dois Maridos e Romance da Empregada.
Na televisão, participou de novelas, minisséries e programas na Rede Globo e na TV Tupi. Estreou em novelas de televisão já veterano, em 1970, no clássico de Janete Clair , Irmãos Coragem. No teatro, participou da bem sucedida peça Filumena Marturano, protagonizada pela grande atriz Yara Amaral, sua colega de elenco na minissérie Anos Dourados, atuando também ao lado do ator José Wilker, entre outros. Também participou em 1978 de um dos episódios da segunda temporada do Sítio do Picapau Amarelo — O Minotauro — no papel de Dédalo. 
Arthur Costa Filho fez também carreira como dublador.

## Morte
Ele faleceu no bairro da Tijuca, no Rio dia 31 de Janeiro de 2003, aos 75 anos, vítima de um infarto. Ele foi enterrado no dia seguinte, Cemitério da Paz.

## Carreira
| Televisão | Televisão                                | Televisão                                        | Televisão                    |
| --------- | ---------------------------------------- | ------------------------------------------------ | ---------------------------- |
| Ano       | Título                                   | Personagem                                       | Nota(s)                      |
| 1961      | As Aventuras de Eva                      |                                                  |                              |
| 1970      | Irmãos Coragem                           | Gentil Palhares                                  |                              |
| 1971      | O Homem Que Deve Morrer                  | Padre                                            |                              |
| 1972      | História de Subúrbio                     |                                                  |                              |
| 1972      | Sombra de Suspeita                       |                                                  |                              |
| 1972      | Bicho do Mato                            |                                                  |                              |
| 1972      | A Patota                                 |                                                  |                              |
| 1973      | Carinhoso                                | Ramon                                            |                              |
| 1974      | O Crime do Zé Bigorna                    | Padre Afonso                                     |                              |
| 1975      | A Moreninha                              | gerente do Hotel Europa, onde o Barão se hospeda |                              |
| 1976      | Estúpido Cupido                          | Padre Guido                                      |                              |
| 1977      | A Sombra dos Laranjais                   | José Motta                                       |                              |
| 1978      | Sinal de Alerta                          | Souza                                            |                              |
| 1978      | Sítio do Pica-Pau Amarelo: O Minotauro   | Dédalo                                           |                              |
| 1979      | Feijão Maravilha                         | Diretor do Clube                                 |                              |
| 1981      | Jogo da Vida                             | Ulisses                                          |                              |
| 1981      | Ciranda de Pedra                         | Manoel                                           |                              |
| 1982      | Paraíso                                  | Alfredo                                          |                              |
| 1983      | Alice & Alice                            | Funcionário da Imobiliária                       |                              |
| 1985      | Um Sonho a Mais                          | Santana                                          |                              |
| 1985      | Roque Santeiro                           | Dr. Cipó / Dr. Denilson                          |                              |
| 1986      | Anos Dourados                            | Olivério                                         |                              |
| 1986      | Cambalacho                               | Juiz                                             |                              |
| 1990      | Teletema                                 | Delegado                                         | Episódio: "Do Arco da Velha" |
| 1990      | Escolinha do Professor Raimundo          | Natanael                                         |                              |
| 1994      | Você Decide                              | Mãe Solteira                                     |                              |
| 1995      | Você Decide                              | O Corno Convicto                                 |                              |
| 1995      | Engraçadinha, Seus Amores e Seus Pecados |                                                  |                              |
| 1999      | Chiquinha Gonzaga                        |                                                  |                              |

| Cinema (como ator) | Cinema (como ator)            | Cinema (como ator) | Cinema (como ator) |
| ------------------ | ----------------------------- | ------------------ | ------------------ |
| Ano                | Filme                         | Personagem         | Nota(s)            |
| 1945               | Cem Garotas e Um Capote       | Arthur Costa       |                    |
| 1949               | Vendaval Maravilhoso          | Leite Ribeiro      |                    |
| 1959               | Ai Vem os Cadetes             |                    |                    |
| 1970               | O Enterro da Cafetina         |                    |                    |
| 1972               | O Grande Gozador              |                    |                    |
| 1973               | A Filha de Madame Betina      |                    |                    |
| 1976               | Dona Flor e Seus Dois Maridos |                    |                    |
| 1987               | Romance da Empregada          |                    |                    |

| Dublagens | Dublagens                               | Dublagens                                        | Dublagens      | Dublagens |
| --------- | --------------------------------------- | ------------------------------------------------ | -------------- | --------- |
| Ano       | Obra                                    | Personagem                                       | Ator dublado   | Nota(s)   |
| 1964      | Os Monstros                             | Vovô                                             | Al Lewis       |           |
| 1969      | A Turma da Gatolândia                   | Barba Vermelha                                   |                |           |
| 1970      | Os Tremendões                           | Treinador dos Rhinos                             |                |           |
| 1970      | De Volta ao Planeta dos Macacos         | Dr. Zaius                                        | Maurice Evans  |           |
| 1972      | O Destino de Poseidon                   | Manny Rosen                                      | Jack Albertson |           |
| 1973      | Robin Hood                              | Sacristão                                        |                |           |
| 1969      | Os Apuros de Penélope Charmosa          | Silvester Soluço/Tião Gavião (primeira dublagem) |                |           |
| 1974      | Vovô Viu a Uva                          | Jeff Day                                         |                |           |
| 1989      | Os Simpsons                             | Abraham Simpson (1ª voz)                         |                |           |
| 1991      | Bernardo e Bianca na Terra dos Cangurus | Doutor Rato                                      |                |           |
| 1997      | Aladdin e os 40 Ladrões                 | Sultão de Agrabah                                |                |           |
| 1998      | Mulan                                   | Imperador da China                               |                |           |